# Тюлен на Рос
Тюленът на Рос (Ommatophoca rossii) е вид бозайник от семейство Същински тюлени (Phocidae).

## Разпространение и местообитание
Разпространен е в Антарктида.